# Acanthodactylus masirae
Acanthodactylus masirae е вид влечуго от семейство Гущерови (Lacertidae).

## Разпространение
Видът е разпространен в Оман.